# Тучное (Львовская область)
Тучное (укр. Тучне) — село в Перемышлянской городской общине Львовского района Львовской области Украины.
Население по переписи 2001 года составляло 382 человека. Занимает площадь 2,3 км². Почтовый индекс — 81253. Телефонный код — 3263.